# Hawaii-Aleutian Standard Time

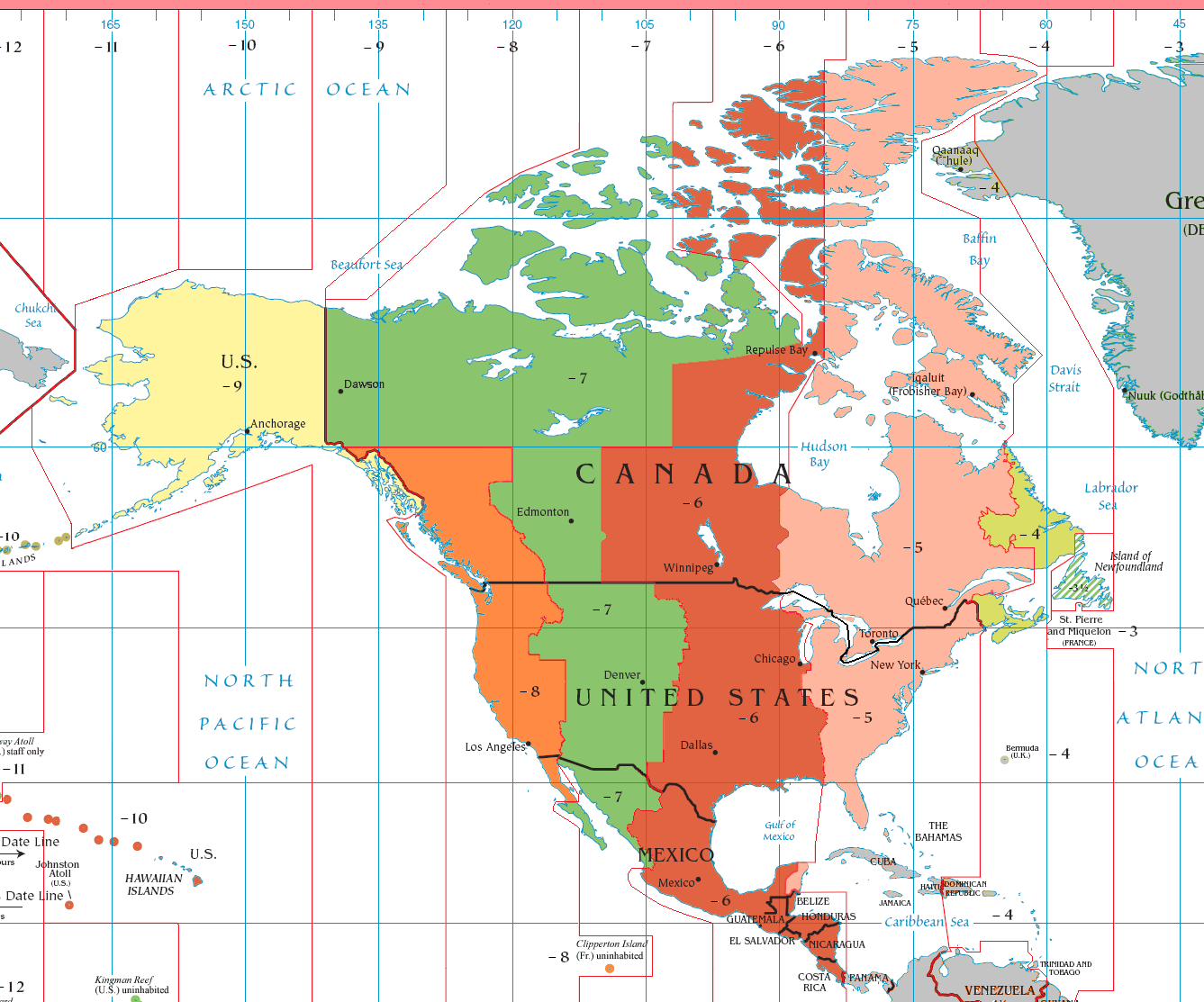
Hawaii (UTC−10) till vänster.

Hawaii-Aleutian Standard Time (HST) är namnet som används i USA på tidszon när normaltid är 10 timmar efter UTC , det vill säga UTC-10.  Tiden i detta område bygger på 150:e meridianen väster om Greenwich. Namnet kommer från de två tidszoner som områden ligger i: Hawaii och delar av Alaskas Aleuterna väster om 169° 30 'V longitud.  
Medan området Aleuterna använder sig av sommartid använder Hawaii normaltid året runt. 
- Hawaii
  - Normaltid: Hawaii-Aleutian Standard Time (HST), UTC-10
- Johnstonatollen har samma tid som Hawaii
- Aleuterna
  - Normaltid: Hawaii-Aleutian Standard Time (HST), UTC-10
  - Sommartid: Hawaii-Aleutian Daylight Time (HDT), UTC-9

Hawaii-Aleutian Standard Time är en timme efter Alaska Standard Time. Gränsen mellan dem går vid longituden 169° 30′ W.